# It.T.N º 513 zuloa. Extended Repertory
(Ir. T. n.º513) zuloa. Extended Repertory és una obra d'art de l'artista basc Ibon Aranberri. L'obra condensa bona part dels interessos i temes d'aquest artista basc, de creixent presència internacional. La nomenclatura del títol de l'obra (Ir. T. n.º513) correspon al codi científic propi de les guies arqueològiques. Actualment forma part de la col·lecció permanent del MACBA.

## Aranberri
Les seves instal·lacions se centren en els usos i abusos del territori per part del poder en la història recent. Els seus vídeos, accions en el paisatge, documents i fotografies se situen en la frontera entre l'arxiu, el registre documental i les intervencions d'art natura.
El 2003 l'artista va tapiar amb una estructura metàl·lica negra l'accés a una cova de les muntanyes de Guipúscoa d'alt interès científic: la cova d'Iritegi.

## Descripció

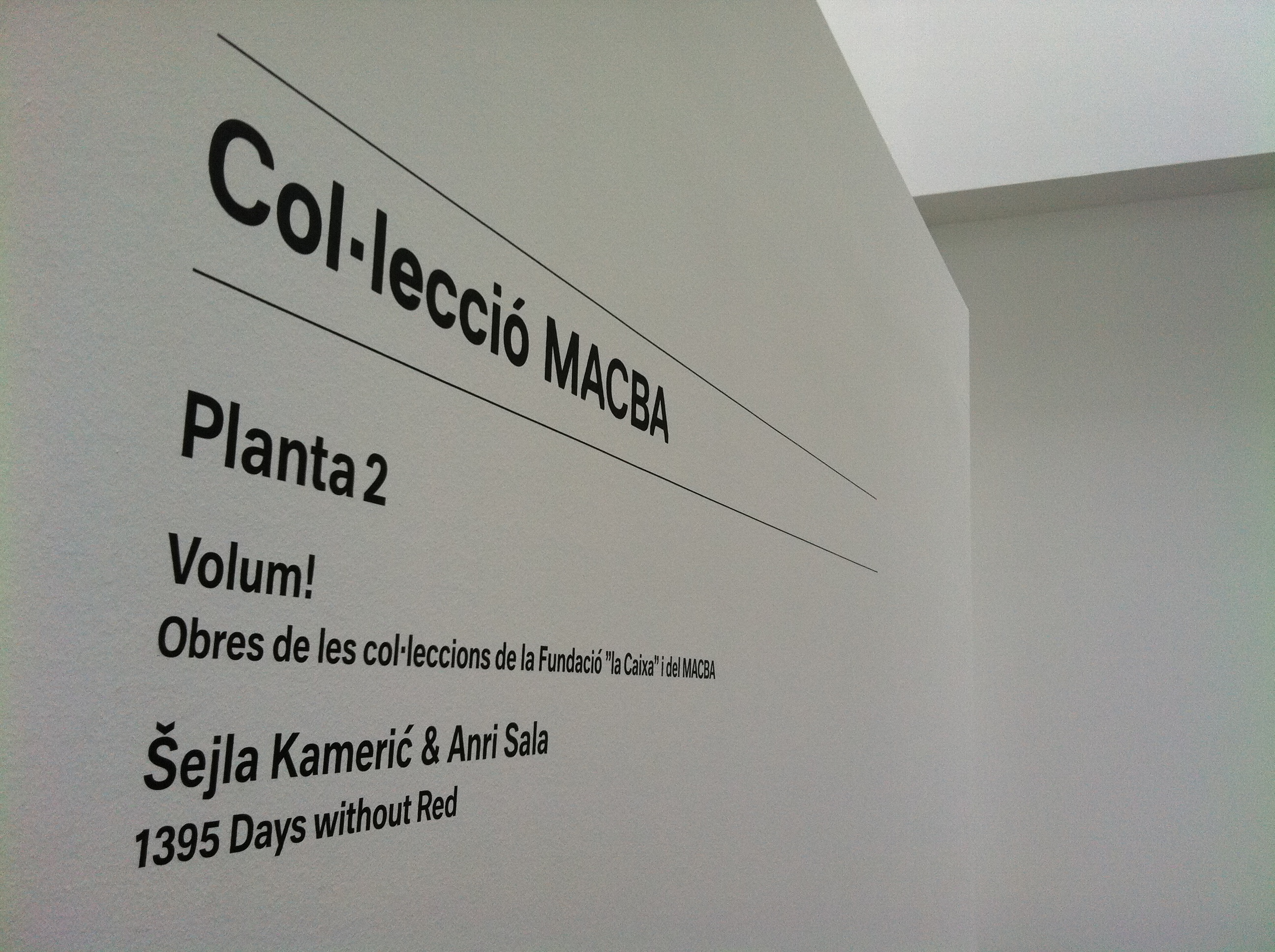
L'obra es pot veure a l'exposició permanent del MACBA.

L'artista va deixar un petit pas d'entrada per a la colònia de ratpenats (una espècie en extinció) que ha habitat la gruta des de fa segles, però va vedar l'accés a les persones a un espai natural molt significatiu per a l'imaginari col·lectiu d'Euskadi. Va ser, per tant, una obra d'art natura que no es va fer amb la finalitat localista de preservar el paisatge, sinó per recodificar-lo i crear-hi nous significats col·lectius.
A partir d'aquesta intervenció, i durant cinc anys, l'artista va anar reunint la documentació científica, històrica, arqueològica i fotogràfica d'aquesta cova en una obra, (Ir. T. n.º513) zuloa. Extended Repetory, que mostra com a instal·lació heterogènia. Si bé el vídeo de l'acció s'ha projectat en diferents cicles d'art natura, l'obra sencera inclou també dibuixos, mapes i fotografies.

## Exposicions rellevants
- 2007 - Festival de videoart Loop Festival[5]
- 2007 - 2008 - Frankfurter Kunstverein
- 2008 - Art Forum Berlin[6]
- 2001 - Fundació Tàpies: Organigrama.[7][8]
- 2011 - actualitat MACBA